# 李嵩賢
李嵩賢（1949年3月15日—），臺灣公共行政學者、國立臺北大學公共行政暨政策系退休兼任教授，南投縣人，中華民國海軍陸戰隊義務役退役，畢業於美國諾斯洛普大學，曾任國家文官培訓所所長、考試院保訓會主任秘書、考選部人事室主任、亞洲國際培訓總會長、中華民國訓練協會理事長。

## 現職
1. 國立臺北大學兼任副教授
2. 亞洲國際培訓總會（ARTDO）首席顧問
3. 中華民國訓練協會榮譽理事長

## 經歷
1. 國家文官培訓所所長
2. 亞洲國際培訓總會（ARTDO）副會長、會長
3. 中華民國訓練協會理事長
4. 公務人員保障暨培訓委員會主任秘書
5. 中華民國訓練協會秘書長
6. 考選部人事主任、司長
7. 銓敘部副司長
8. 行政院人事行政局科員、專員、科長
9. 台電公司人事管理師

## 學歷及考試
- 國立政治大學公共行政研究所碩士
- 美國加州Northrop大學企業管理研究所碩士
- 國立中興大學公共行政學系學士
- 公務人員高等考試人事行政類科及格

## 重要榮譽
- 1987年當選行政院人事人員楷模
- 1997年當選全國模範公務人員
- 2011年榮獲ARTDO Int'l頒發管理與人力資源發展卓越獎
- 2012年榮獲考試院頒發三等考銓獎章，表揚長期促進國際交流具有特殊貢獻之功績
- 2014年榮獲考試院頒發一等考銓獎章，表揚對保訓制度之創新及業務興革之特殊貢獻

## 主要著作
- 北極星與牧羊犬的對話 (2014)　久石文化
- 遇見天堂來的BOSS (2008)　中國生產力中心
- 人力資源發展 (2007)　商鼎文化
- 人力資源訓練與發展 (2001)　台北商鼎
- 人力資源管理論文集 (2001)　自行編印